# كاميلي بلان
كاميلي بلان هو شخصية أعمال وسياسي فرنسي، ولد في 29 مارس 1847 في باريس في فرنسا، وتوفي في 21 ديسمبر 1927 في بيوليو سور مير في فرنسا. انتخب Mayor of Beausoleil ‏ (1904 – 1925).